# Renault Alpine GTA/A610
Renault Alpine GTA и последующая модель A610 — спортивные автомобили купе, которые выпускались французской компанией Alpine Renault между 1984 и 1995 годами. В 1991 году автомобиль претерпел ряд изменений и получил обозначение A610.

## Renault Alpine GTA
В 1984 году французский производитель Renault запустил выпуск модели GTA, которая должна была стать более дешёвым конкурентом Porsche и таким образом переманить его клиентов. GTA была разработана компанией Matra, которая после выпуска аэрокосмической техники специализировалась на гоночных автомобилях, в том числе и построенных для Формулы-1. Производство автомобиля началось в ноябре 1984 года, а первые фото попали в прессу ещё в сентябре. Впервые модель была показана широкой публике в 1985 году в выставочном центре Amsterdam RAI, сразу после этого начались продажи. Название GTA использовалось для обозначения всего ряда этого поколения, расшифровывалось как «Grand Tourisme Alpine», но на большинстве рынков автомобиль продавался как Renault Alpine V6 GT или Renault Alpine V6 Turbo, а в Великобритании — просто как Renault GTA (модель с правым рулём была представлена в 1986 году на Бирмингемском автошоу).
У модели GTA был двухдверный кузов с сильно вытянутой передней частью и развитым аэродинамическим обвесом. Сборка автомобиля занимала 77 часов (при 130 у предшественников). Изначально в день выпускалось по десять машин. Шасси изначально выпускала фирма Heuliez, затем — Dieppe. За исключением корпуса, многие детали выпускали разные производители. На шасси со стальной хребтовой рамой установили двигатель, поместив его за пассажирскими сиденьями, — это был последний автомобиль Renault с центральным расположением мотора. Его шесть цилиндров с наддувом выдавали мощность в 160 л. с. при 2,5 литрах объёма и разгоняли машину с пластиковым кузовом до 241 км/ч, при этом до 100 км/ч автомобиль разгонялся за шесть секунд. Привод был задним, но благодаря хорошей развесовке и широким покрышкам автомобиль был лёгок в управлении, достаточно устойчивым на поворотах и обеспечивал хорошее сцепление с дорогой, что делало его одним из лучших спорткаров с учётом цены.
Интерьер был стандартным для спорткаров того времени: большое число переключателей и рычагов, спортивные циферблаты и приборы, трёхспицевой руль и большое число отдельных панелей.

## Renault Alpine A610

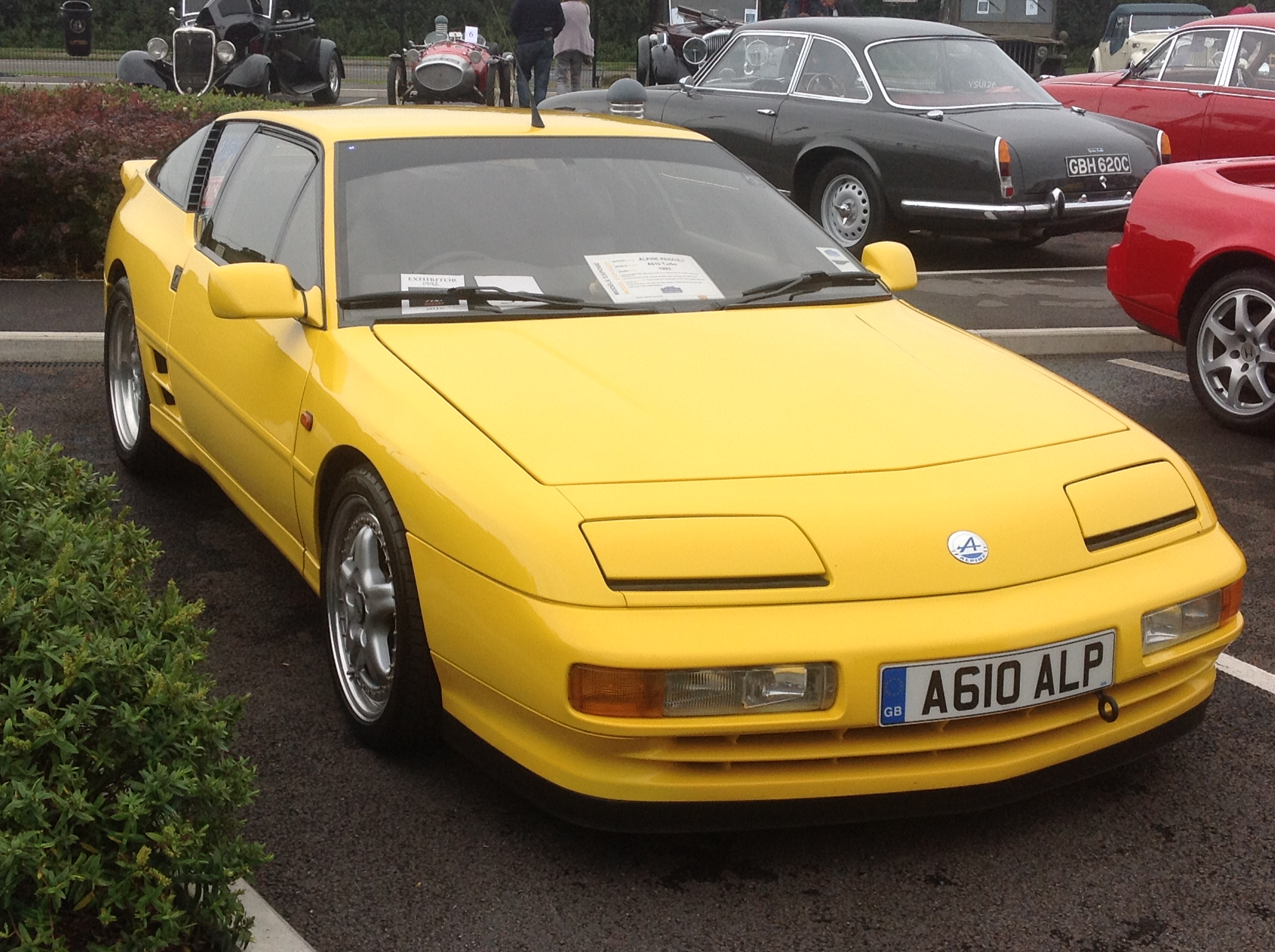
Renault Alpine A610 (1993)

В 1991 году автомобиль подвергся ряду изменений и получил индекс A610. Внешне новая серия отличалась выдвижными фарами, в то время как в первой версии они были постоянно на виду и прикрыты большими прозрачными рифлёными колпаками. В моторном отсеке тоже произошли изменения: двигатель стал трёхлитровым и обладал мощностью в 250 л. с., а турбонаддув включался без задержки, что позволяло Renault A610 разгоняться до 265 км/ч; с места 100 км/ч авто достигало за 5,7 секунды.
С одной стороны автомобиль действительно составил конкуренцию Porsche, с другой — у покупателей фирма Renault ассоциировалась скорее с раллийными, чем с быстрыми шоссейными автомобилями. Поэтому в 1995 году производство свернули, не предложив суперкару A610 надлежащей замены.